# Cymothoe althea
Cymothoe althea är en fjärilsart som beskrevs av Pieter Cramer 1779. Cymothoe althea ingår i släktet Cymothoe och familjen praktfjärilar. Inga underarter finns listade i Catalogue of Life.

## Bildgalleri

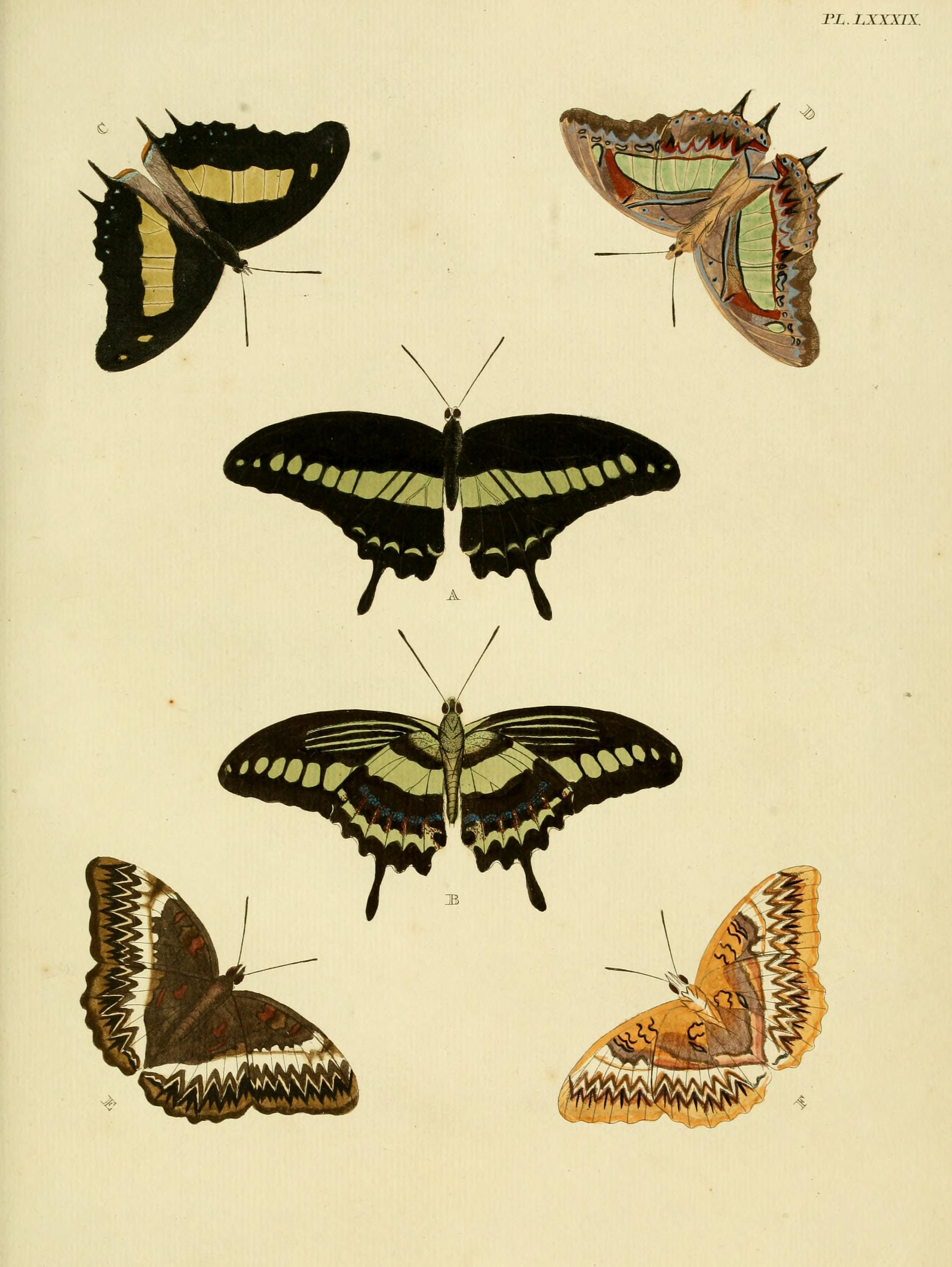
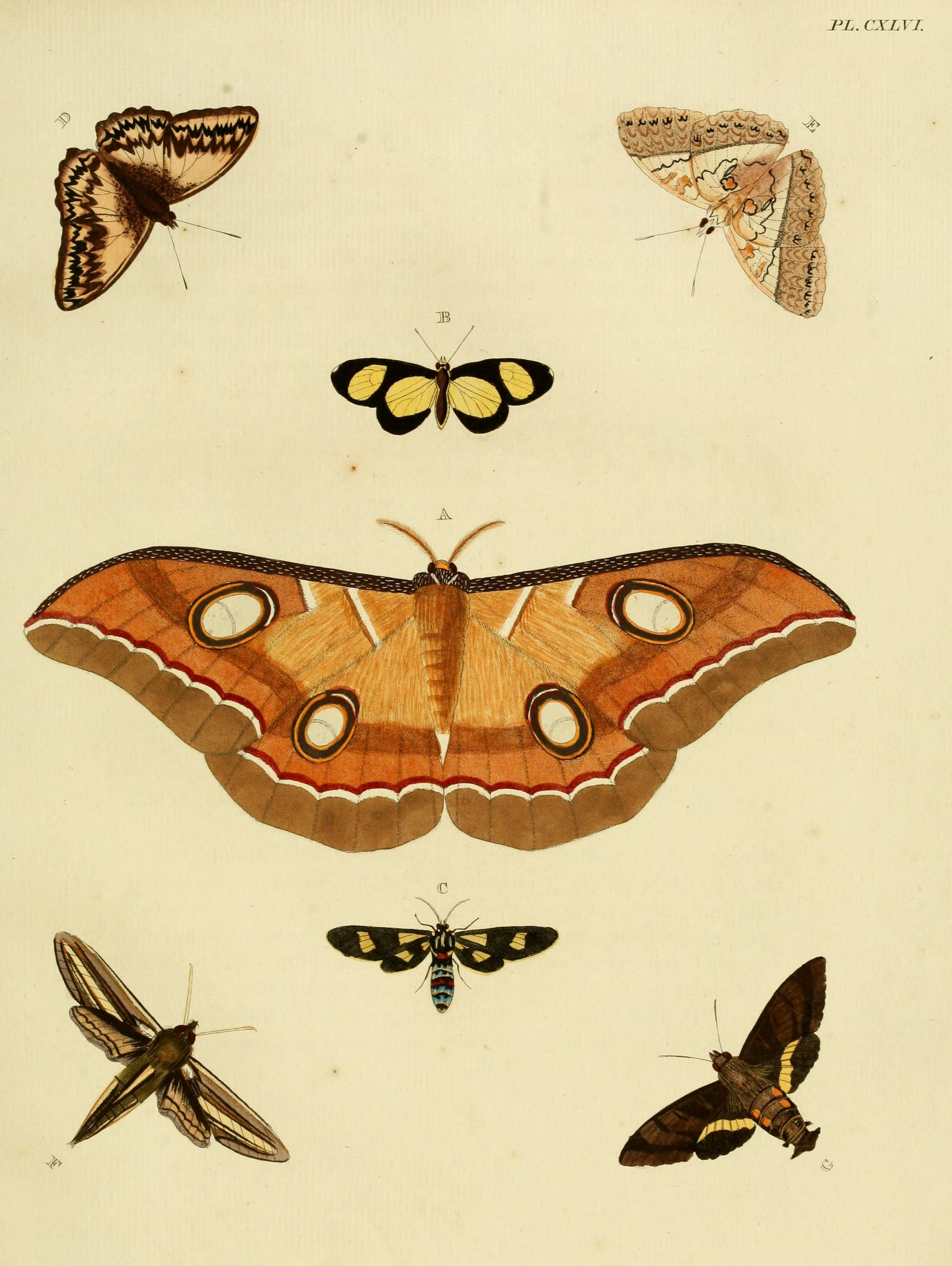
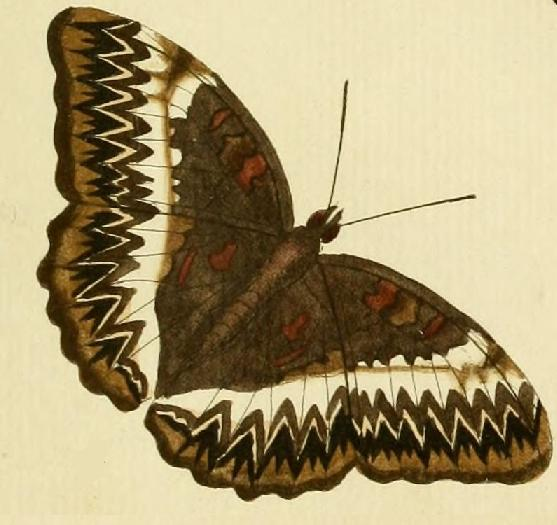